# Lecanopsis iridis
Lecanopsis iridis är en insektsart som beskrevs av Borchsenius 1952. Lecanopsis iridis ingår i släktet Lecanopsis och familjen skålsköldlöss. Inga underarter finns listade i Catalogue of Life.